# Aboubacar Sidiki Camara
Aboubacar Sidiki Camara (Burkina Faso, 30 de septiembre de 2006) es un futbolista burkinés que juega de delantero en el Rahimo F. C. de la Primera División de Burkina Faso.

## Carrera internacional
Es internacional con la Selección de fútbol sub-17 de Burkina Faso. Disputó la Copa Africana de Naciones Sub-17 edición 2023 donde anotó dos goles ante la selección de fútbol sub-17 de Nigeria, y la Copa Mundial de Fútbol Sub-17 edición 2023 donde anotó un gol.

## Estadísticas

### Clubes
Actualizado al último partido disputado el 18 de noviembre de 2023.
| Club                      | Div.          | Temporada     | Liga  | Liga  | Liga   | Copas nacionales | Copas nacionales | Copas nacionales | Copas internacionales | Copas internacionales | Copas internacionales | Total | Total | Total  |
| Club                      | Div.          | Temporada     | Part. | Goles | Asist. | Part.            | Goles            | Asist.           | Part.                 | Goles                 | Asist.                | Part. | Goles | Asist. |
| ------------------------- | ------------- | ------------- | ----- | ----- | ------ | ---------------- | ---------------- | ---------------- | --------------------- | --------------------- | --------------------- | ----- | ----- | ------ |
| Rahimo F. C. Burkina Faso | 1.ª           | 2023-24       | 3     | 0     | 0      | —                | —                | —                | —                     | —                     | —                     | 3     | 0     | 0      |
| Rahimo F. C. Burkina Faso | Total club    | Total club    | 3     | 0     | 0      | 0                | 0                | 0                | 0                     | 0                     | 0                     | 3     | 0     | 0      |
| Total carrera             | Total carrera | Total carrera | 3     | 0     | 0      | 0                | 0                | 0                | 0                     | 0                     | 0                     | 3     | 0     | 0      |

### Selección nacional
| Equipo                                     | PJ | G |
| ------------------------------------------ | -- | - |
| Selección de fútbol sub-17 de Burkina Faso | 8  | 3 |
| Total                                      | 8  | 3 |